# Caluera tavaresii
Caluera tavaresii là một loài thực vật có hoa trong họ Lan. Loài này được Campacci & J.B.F.Silva mô tả khoa học đầu tiên năm 2008.